# 11ª Armata
Die 11ª Armata (deutsch 11. Armee) war eine Armee des Königlich-Italienischen Heeres im Zweiten Weltkrieg.

## Geschichte
Die 11. Armee wurde am 9. November 1940 während des italienischen Griechenlandfeldzuges in Tirana aufgestellt. Sie entstand aus dem Comando Superiore Truppe Albania (italienisch für Oberkommando der Truppen Albanien), das nach dem Stocken der italienischen Anfangsoffensive und der infolge vorgenommenen Umstrukturierung der italienischen Truppen aufgelöst worden war. Die Anfangsphase der in aller Eile aufgestellten Armee war durch zahlreiche Veränderungen gekennzeichnet. Ursprünglich unter der Bezeichnung 2. Armee aufgestellt, wurde sie bereits nach einem Tag in 11. Armee umbenannt.
Nach den Plänen des neuen italienischen Oberbefehlshabers in Albanien, Ubaldo Soddu, wurde sie dem Comando Superiore Forze Armate Albania unterstellt, das zusammen mit der 9. Armee eine Heeresgruppe bildete. Unter dem Kommando von Generale di Corpo d’Armata Sebastiano Visconti Prasca bildete sie den rechten Flügel der Heeresgruppe. Zum Zeitpunkt ihrer Aufstellung stand sie in der Region Epirus und bestand aus dem Armeekorps „Ciamuria“ mit den zwei Infanterie-Divisionen „Ferrara“ (23.) und „Siena“ (51.), der 131. Panzerdivision „Centauro“ und der „Küstengruppe“ (ital. Raggruppamento Litorale). Nach den Vorstellungen Mussolinis sollte die 11. Armee offensiv vorgehen, während die an der Grenze zu Westmakedonien stehende 9. Armee mit defensiven Aufgaben betraut war. Bereits zwei Tage nach Aufstellung wurde Generale d’Armata Carlo Geloso als Nachfolger des von Soddu kritisierten Visconti Prasca bestellt. Nach seiner Ankunft in Albanien übernahm Geloso am 16. November das Kommando über die 11. Armee.
Zu diesem Zeitpunkt war die griechische Armee bereits in die Offensive übergegangen und hatte den linken Flügel der italienischen Truppen im Raum Korça unter Druck gesetzt. Mit dem Fall von Erseka am 14. November an der Nahtstelle zur 11. Armee war auch letztere in Bedrängnis geraten. Die Griechen zielten nach Ansicht der italienischen Heeresleitung im Frontabschnitt der 11. Armee auf Berat und Valona. Ein Durchbruch hätte die italienischen Truppen in schwere Bedrängnis gebracht, weshalb sich Soddu gezwungen sah, die Frontlinie der 11. Armee zurückzunehmen. Die Entscheidung war auch durch den Umstand herangereift, dass Reserven fehlten und für die Heranführung neuer Truppen laut Soddu drei Wochen nötig seien.
Am 22. November beschloss der neue Oberbefehlshaber Geloso die 11. Armee nochmals zurückzunehmen. Die zunächst hinter die Grenzlinie zurück verlegte Linie, sollte nach Geloso schrittweise auf die leichter zu verteidigende Linie Tepelena – Këlcyra (ital. Klisura) zurückgenommen werden. Bei einem Besuch im Hauptquartier der 11. Armee in Tepelena machte sich Soddu ein Bild über die Lage. Der von der 11. Armee gehaltene etwa 120 km breite Frontabschnitt war nur unzureichend besetzt. Insbesondere im Bereich des Flusses Osum an der Nahtstelle zur 9. Armee drückten die nachrückenden griechischen Verbände auf die Verteidiger und drohten in Richtung Berat vorzustoßen. Soddu ordnete deshalb die 11. Armee um und wies ihr die 5. Alpini-Division „Pusteria“ zu. Ihr unterstanden nun einschließlich Reserven die vier Infanterie-Divisionen „Ferrara“, „Modena“, „Siena“ und „Bari“, die zwei Alpini-Divisionen „Julia“ und „Pusteria“ sowie die Panzerdivision „Centauro“. Die Kampfstärke der sieben Divisionen war allerdings stark eingeschränkt, da die neuen Divisionen noch nicht vollständig nach Albanien verlegt und die anderen Verbände abgekämpft waren.

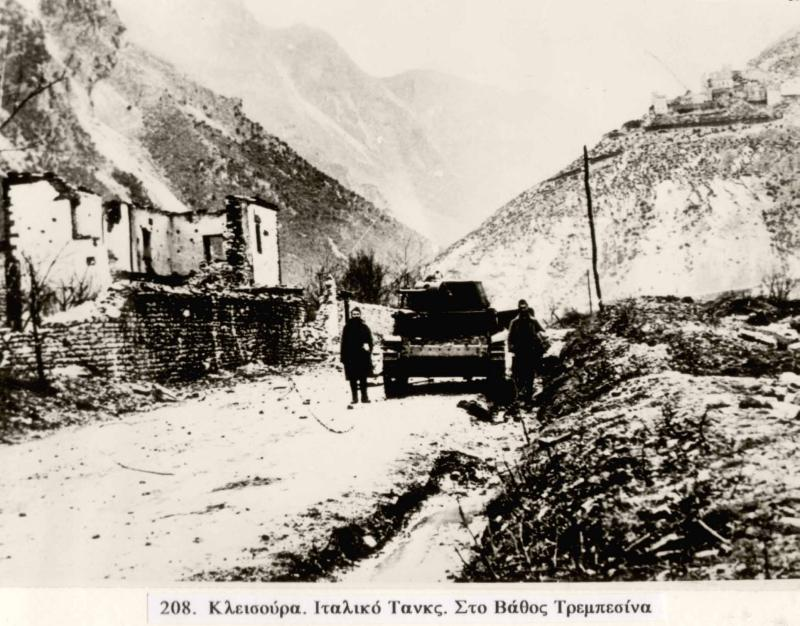
Das von den Griechen am 10. Januar 1941 eroberte Këlcyra mit einem zerstörten italienischen Panzer vom Typ M13/40

Die Griechen hatten dagegen mit der 3. Infanterie-Division neue Truppen zur Unterstützung ihrer Gegenoffensive herangeführt und setzten ihre Angriffe im Bereich der 11. Armee fort. Verstärkt durch Nachschubprobleme, die sich im Mangel an Munition und Verpflegung ausdrückten, wich die 11. Armee dem Druck der Angreifer aus. Am 7. Dezember musste am rechten Flügel Argirocastro im Tal des Drino geräumt werden. In der Mitte wurde heftig um den Straßenknotenpunkt Këlcyra (ital. Klisura) im Tal der Vjosa gerungen. Im nordöstlich davon gelegenen Tal des Osum, dem natürlichen Zugang nach Berat, war man ebenfalls in schwere Abwehrkämpfe verwickelt, so dass der linke Armeeflügel bis zum Massiv des Tomorr zurückwich. Ein im Tal der Shushica und an der Küste ab dem 12. Dezember vorgetragener Durchbruchsversuch der Griechen konnte vereitelt werden.
Auch in den Monaten Januar und Februar 1941 setzte die griechische Armee ihre Offensivbemühungen insbesondere im Bereich der Vjosa fort. Am 10. Januar musste nach wiederholten Angriffen der griechischen 2. Infanterie-Division auf Këlcyra im Rahmen der Schlacht um Berat der Ort aufgegeben werden. Ein zwischen dem 26. und 30. Januar vorgetragener Rückeroberungsversuch scheiterte am heftigen griechischen Abwehrfeuer. Nach einer anschließenden Neugruppierung und mit frischen Truppen verstärkten 11. Armee, konnten weitere griechische Vorstöße in der Schlacht um Trepelena im Februar 1941 abgewehrt werden.
Mit der von Mussolini angeordneten Frühjahrsoffensive, Deckname Primavera (italienisch für Frühling), sollte die italienische Armee wieder in die Offensive übergehen. Die Hauptlast sollte das der 11. Armee unterstehende VIII. Armeekorps unter General Gastone Gambara tragen. Pläne dazu waren bereits im Februar ausgearbeitet worden. Der mit fünf Divisionen angelegte Angriff sollte über den Höhenzug Trebeshina und über das vom Deshnicës durchflossene Tal in Richtung Këlcyra führen. Nach einigen Anfangserfolgen blieb die Offensive jedoch stecken und entwickelte sich zu einer für beide Seiten verlustreichen und räumlich begrenzten Schlacht, die am 14. März unterbrochen und nicht wieder aufgenommen wurde.
Nach dem Beginn des deutschen Balkanfeldzuges am 6. April 1941, setzten sich die griechischen Truppen am 12. April schrittweise ab und begannen mit ihrem Rückzug. Noch am gleichen Tag gab das italienische Oberkommando den Befehl aus, die Offensivbewegungen wieder aufzunehmen. Wegen unzureichender Transportmöglichkeiten war angeordnet worden, dass die Truppen zu Fuß vorstoßen sollten. Bald waren die Truppen der 11. Armee in heftige Kämpfe mit den nur langsam abziehenden Griechen verwickelt. Mit der Rückeroberung von Këlcyra am 17. April durch die Infanterie-Division „Legnano“ (58.) und „Sforzesca“ (2.) begannen die griechischen Truppen auch an die angrenzenden Frontabschnitten vom Tomorr bis zum Fluss Drino zu weichen. Am 22. April standen die Spitzen der 11. Armee an der albanisch-griechischen Grenze und nahmen Kontakt mit deutschen Einheiten auf. Der Vorstoß bis zur Grenze war nochmals mit schweren Verlusten verbunden gewesen. Vom 14. bis 22. April 1941 verzeichnete die 11. Armee fast 4900 Ausfälle.
Nach der Kapitulation der griechischen Streitkräfte am 23. April wurde die 11. Armee mit Besatzungsaufgaben in Griechenland betraut. Sie richtete ihr Hauptquartier in Athen ein und wurde am 1. Juli 1941 in Comando Superiore Forze Armate della Grecia (ital. für Oberkommando der Streitkräfte in Griechenland) umbenannt. Am 1. Juni 1943 nahm der Großverband wieder die Bezeichnung 11. Armee an. Nach dem Sturz Mussolinis Ende Juli 1943 wurde sie gemäß einer Vereinbarung zwischen dem italienischen Oberkommando und dem Oberkommando der Wehrmacht mit Führererlass – Weisung Nr. 48b für die Kriegsführung – dem deutschen Oberbefehlshaber Südost, General Alexander Löhr, unterstellt. Nach der Verkündung des italienischen Waffenstillstandes mit den Alliierten am 8. September 1943 wurde sie aufgelöst.

## Oberbefehlshaber
- Generale di Corpo d’Armata Sebastiano Visconti Prasca (1940)
- Generale d’Armata Carlo Geloso (1940–1941)
- Generale designato d’Armata Carlo Vecchiarelli (1943)

Quelle

## Gliederung
- 16. November 1940
  - VIII. Armeekorps, Armeekorps „Ciamuria“
- 10. Dezember 1940
  - VIII., XXV. Armeekorps, Sonderkorps
- 1. Februar 1941
  - IV., VIII., XXV. Armeekorps, Sonderkorps
- 11. April 1941
  - IV., VIII., XXV. Armeekorps, Sonderkorps
    - 47. Infanterie-Division „Bari“, 56. Infanterie-Division „Casale“ (direkt unterstellt)
- 30. Mai 1941
  - III., VIII., XXV. Armeekorps, Sonderkorps
- 1. Juni 1943
  - III., VIII., XXVI. Armeekorps sowie LXVIII. Armeekorps der Wehrmacht

Quelle